# Maurine Brown Neuberger

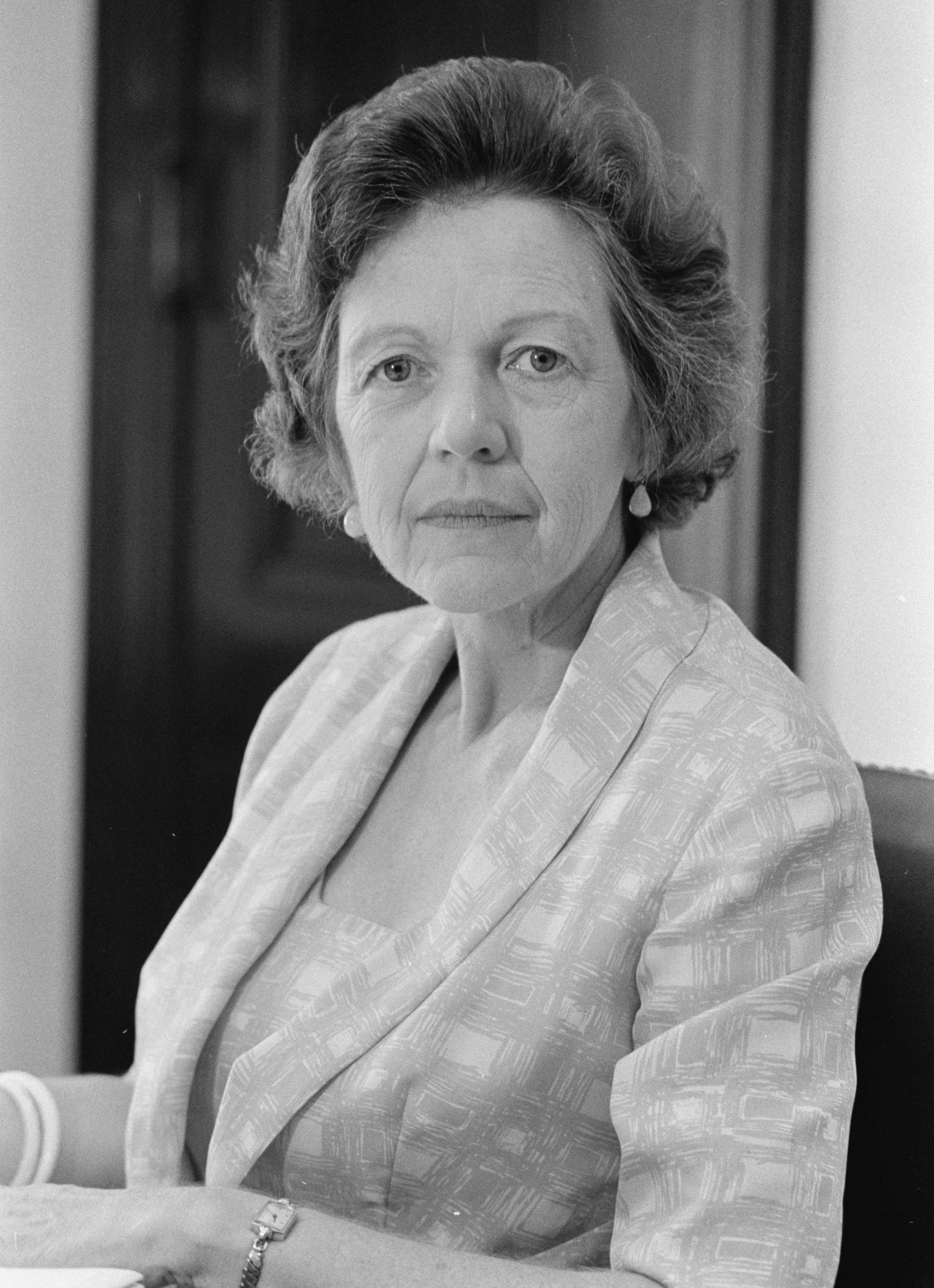
Maurine Brown Neuberger (1962)

Maurine Brown Neuberger (* 9. Januar 1907 in Cloverdale, Tillamook County, Oregon; † 22. Februar 2000 in Portland, Oregon) war eine US-amerikanische Politikerin (Demokratische Partei), die den Bundesstaat Oregon im US-Senat vertrat.
Maurine Brown besuchte zunächst die öffentlichen Schulen sowie von 1922 bis 1924 das Oregon College of Education in Monmouth, ehe sie 1929 ihren Bachelor-Abschluss an der University of Oregon machte. Von 1936 bis 1937 absolvierte sie ein Studium an der UCLA in Los Angeles. Von 1932 bis 1944 arbeitete sie dann als Lehrerin an öffentlichen Schulen in Oregon; dabei lernte sie 1937, als sie an einer High School in Portland tätig war, ihren späteren Ehemann Richard L. Neuberger kennen. Nachdem dieser im Zweiten Weltkrieg gedient hatte, heirateten sie im Jahr 1945. Richard Neuberger war zu dieser Zeit bereits politisch als Abgeordneter im Repräsentantenhaus von Oregon aktiv gewesen; 1948 zog er dann in den Staatssenat ein.
Auch seine Frau schlug eine politische Laufbahn ein und saß ihrerseits zwischen 1950 und 1955 im Repräsentantenhaus des Staates. Außerdem gehörte sie während dieser Zeit auch dem Board of Directors der American Association für the United Nations an, einer maßgeblich von Eleanor Roosevelt unterstützten Non-Profit-Organisation, die dem amerikanischen Volk die Bedeutung und die Ideale der UNO näherbringen sollte.
Im Jahr 1954 wurde Richard Neuberger in den US-Senat gewählt; er verstarb noch vor dem Ablauf seiner Amtszeit am 9. März 1960 an einer Hirnblutung. Zu seinem unmittelbaren Nachfolger wurde Hall S. Lusk ernannt; bei der offiziellen Nachwahl trat dann Maurine Neuberger an und setzte sich mit 55 Prozent der Stimmen gegen den ehemaligen Gouverneur Elmo Smith durch, woraufhin sie den früheren Sitz ihres Mannes im Kongress ab dem 9. November 1960 einnehmen konnte. Da die Wahl für die folgende Amtsperiode zeitgleich durchgeführt wurde und ein praktisch deckungsgleiches Ergebnis nach sich zog, konnte Neuberger für eine volle Amtsperiode bis zum 3. Januar 1967 im Senat verbleiben. Dort spezialisierte sie sich auf Verbraucher-, Umwelt- und Gesundheitsthemen. Unter anderem war sie an einem der ersten Gesetzesentwürfe zur Gesundheitswarnung auf Zigarettenpackungen beteiligt.
Im Jahr 1961 wurde sie von US-Präsident John F. Kennedy in eine von Eleanor Roosevelt geleitete Beratungskommission zur Lage der Frauen in den Vereinigten Staaten (Presidential Commission on the Status of Women) berufen. Aus dieser Kommission heraus entstand einige Jahre später die National Organization for Women.
Maurine Neuberger, die 1966 nicht für eine weitere Amtszeit kandidierte, war seit 1964 in zweiter Ehe mit Philip Solomon, einem bekannten Psychiater und Medizinforscher, verheiratet; die Ehe wurde 1967 wieder geschieden. Nach ihrer Zeit im Senat war sie als Dozentin für Verbraucherfragen und amerikanische Staatswissenschaften an der Boston University, dem Radcliffe Institute of Advanced Studies der Harvard University sowie dem Reed College tätig. Neuberger starb im Jahr 2000 in Portland; bis heute ist sie die einzige Frau, die ihren Staat im US-Senat vertreten hat.